# Кері Расселл
Кері Лінн Расселл (англ. Keri Lynn Russell, нар. 23 березня 1976, Фаунтен-Веллі, Каліфорнія) — американська акторка і танцюристка. Найбільш відома за фільмами «Август Раш», «Місія нездійсненна 3», «Офіціантка», «Казки на ніч» та серіалом «Фелісіті», за роль у якому нагороджена премією «Золотий глобус». У 2013—2018 роках виконувала головну роль в популярному телесеріалі «Американці».

## Біографія
Народилася в місті Фаунтен-Веллі, Каліфорнія, в сім'ї Девіда і Стефані Расселл. Мати була домогосподаркою, а батько адміністратором в корпорації Nissan Motor, в зв'язку з чим сім'ї доводилось часто переїжджати з місця на місце. Так, Кері зростала в Далласі, Месі, Гайлендз Ранч, що в передмісті Денвера.
Уже в ранньому віці захопилася танцями: все почалося в студії в передмісті Денвера. Танці приводять її в модельний бізнес і вона вирушає до Лос-Анджелеса, де в 1991 році бере участь у шоу «Клуб Мікі Мауса». Там виступала до 1994 року, де також виступали Брітні Спірс, Крістіна Агілера, Джастін Тімберлейк. У цей період знялась у першому своєму фільмі «Люба, я збільшив дитину» з Рікі Моранісом у головній ролі.
В 1994 році знялась в кліпі Bon Jovi «Always». Через рік дебютувала в театрі в постановці Ніла Ла Бьюта. В 1996 році знімалася в серіалі Аарона Спеллінга «Берег Малібу», одразу після цього отримує роль в трилері «Лотерея», а в 1997 — в комедії «Вісім днів на тиждень».
В 1999 році отримала премію «Золотий глобус» в номінації «найкраща жіноча роль в драматичному серіалі» за роль Фелісіті Портер в серіалі «Фелісіті».
Після згортання серіалу «Фелісіті» в 2002 Расселл знялась в фільмі «Ми були солдатами». В 2005 року знялась в драмі «Видимість гніву», далі була роль в «Місія нездійсненна 3». В 2007 році виконала головну роль у фільмі «Офіціантка», за який отримала добрі відгуки, а також в цьому році вона зіграла головну роль в мелодрамі «Август Раш» і в драмі «Дівчина в сквері».
В 2008 року знялась в сімейній комедії «Казки на ніч», далі були фільми «Травичка», «Крайні заходи» та ще кілька фільмів.
В 2013 році Кері Рассел отримала головну роль в серіалі «Американці», де знімалася протягом шести сезонів, до 2018 року. У 2014 році виконала роль Еллі в фільмі «Світанок планети мавп» із відомої франшизи (див. «Планета мавп»).
У 2019 році акторка працювала над ролями у містичному фільмі жахів «Роги» (англ. Antlers) та в дев'ятому епізоді «Зоряних війн».

## Особисте життя
В 2007—2013 роках була одружена зі своїм давнім другом Шейном Дірі, у них є двоє дітей: син Рівер Расселл Дірі (2007) та Вілла Лу Дірі (2011). На початку літа 2013 року пара розлучилася.
З 2013 року в стосунках з партнером по телесеріалу «Американці» Меттью Різом, у 2016 році народила сина Сема Різа.

## Фільмографія
| Рік       |    | Українська назва                                | Оригінальна назва              | Роль                                 |
| --------- | -- | ----------------------------------------------- | ------------------------------ | ------------------------------------ |
| 2023      | с  | Дипломатка                                      | The Diplomat                   | Кейт Вайлер                          |
| 2023      | с  | Екстраполяції                                   | Extrapolations                 | Олівія Дрю (1 епізод)                |
| 2023      | ф  | Кокаїновий ведмідь                              | Cocaine Bear                   | Сарі                                 |
| 2021      | ф  | Ненаситний                                      | Antlers                        | учителька Джулія Мідоус              |
| 2019      | ф  | Зоряні війни. Епізод IX                         | Star Wars: Episode IX          | Зоррі Блізз                          |
| 2017      | с  | Таємна історія коміксів (документальний серіал) | Secret History of Comics       | оповідачка (1 епізод)                |
| 2016      | ф  | Вільний штат Джонса                             | Free State of Jones            | Сирена                               |
| 2014      | ф  | Світанок планети мавп                           | Dawn of the Planet of the Apes | Еллі                                 |
| 2013      | с  | Уповільнений розвиток                           | Arrested Development           | Удова Карр (голос, 1 епізод)         |
| 2013      | ф  | Похмурі небеса                                  | Dark Skies                     | Лейсі Баррет                         |
| 2013—2018 | с  | Американці                                      | The Americans                  | Елізабет Дженнінгз (головна роль)    |
| 2013      | ф  | Остінленд                                       | Austenland                     | Джейн Гейз                           |
| 2012      | ф  | Кози                                            | Goats                          | Джуді                                |
| 2010—2011 | с  | Вальд біжить                                    | Running Wilde                  | Еммі Кедубік (13 епізодів)           |
| 2010      | ф  | Крайні заходи                                   | Extraordinary Measures         | Ейлін Кроулі                         |
| 2009      | ф  | Листя трави                                     | Leaves of Grass                | Дженет                               |
| 2009      | в  | Диво-жінка (короткометражний фільм)             | Wonder Woman                   | Диво-жінка (голос)                   |
| 2008      | ф  | Казки на ніч                                    | Bedtime Stories                | Джилл                                |
| 2007      | ф  | Август Раш                                      | August Rush                    | Ліла Новачек                         |
| 2007      | ф  | Дівчина в парку                                 | The Girl in the Park           | Селеста                              |
| 2007      | с  | Клініка                                         | Scrubs                         | Мелоді (2 епізоди)                   |
| 2007      | ф  | Офіціантка                                      | Waitress                       | Дженна Гантерсон                     |
| 2006      | ф  | Людожер із Ротенбургу                           | Grimm Love                     | Кеті                                 |
| 2006      | ф  | Місія нездійсненна 3                            | Mission: Impossible 3          | Ліндсі Ферріс                        |
| 2005      | с  | На Захід (мінісеріал)                           | Into the West                  | Наомі Вілер / П'ять коней (1 епізод) |
| 2005      | тф | Буденна магія                                   | The Magic of Ordinary Days     | Ліві                                 |
| 2005      | ф  | Видимість гніву                                 | The Upside of Anger            | Емілі Вольфмеєр                      |
| 2002      | ф  | Ми були солдатами                               | We Were Soldiers               | Барбара Джогеґен                     |
| 2000      | ф  | Божевільні від мамби                            | Mad About Mambo                | Люсі Маклафлін                       |
| 1999      | тф | Вулиця Сезам: Попелюх Ельмо                     | Cinderelmo                     | Принцеса                             |
| 1998—2002 | с  | Фелісіті                                        | Felicity                       | Фелісіті Портер (головна роль)       |
| 1998      | ф  | Посмішка мерця                                  | Dead Man's Curve               | Емма                                 |
| 1997      | с  | Рев                                             | Roar                           | Клер (2 епізоди)                     |
| 1997      | с  | Сьоме небо                                      | 7th Heaven                     | Камілла (1 епізод)                   |
| 1997      | тф | Коли втрачено невинність                        | When Innocence Is Lost         | Еріка Френч                          |
| 1997      | ф  | Вісім днів на тиждень                           | Eight Days a Week              | Еріка                                |
| 1996      | тф | Лотерея                                         | The Lottery                    | Феліс Данбар                         |
| 1996      | с  | Узбережжя Малібу                                | Malibu Shores                  | Хлої Волкер (10 епізодів)            |
| 1996      | тф | Спокушання няні                                 | The Babysitter's Seduction     | Мішель Вінстон                       |
| 1995      | тф | Клерки (короткометражний)                       | Clerks.                        | Сандра                               |
| 1995      | с  | Одружені... та з дітьми                         | Married... with Children       | Ейпріл Адамс (1 епізод)              |
| 1994      | с  | Таткові дівчата                                 | Daddy's Girls                  | Фібі (3 епізоди)                     |
| 1994      | в  | Bon Jovi: Завжди                                | Bon Jovi: Always               |                                      |
| 1993      | с  | Смарагдова бухта                                | Emerald Cove                   | Андреа Маккінзі                      |
| 1993      | с  | Хлопець пізнає світ                             | Boy Meets World                | Джессіка (1 епізод)                  |
| 1992      | ф  | Люба, я збільшив дитину                         | Honey I Blew Up the Kid        | Менді                                |